# أرلين هاريس
أرلين هاريس (بالإنجليزية: Arlene Harris)‏ هي مخترِعة وسيدة أعمال أمريكية، ولدت في 6 يونيو 1948 في لوس أنجلوس في الولايات المتحدة.

## وصلات خارجية
- الموقع الرسمي